# جون ميلر (سياسي أمريكي، مواليد 1947)
جون ميلر (بالإنجليزية: John Miller)‏ هو صحفي وسياسي أمريكي، ولد في 9 ديسمبر 1947 في برين مار ‏ في الولايات المتحدة، وتوفي في 4 أبريل 2016 في نيوبورت نيوز في الولايات المتحدة. نشط حزبياً في الحزب الديمقراطي. وقد انتخب عضو مجلس ولاية فرجينيا (2008 – ).

## وصلات خارجية
- الموقع الرسمي